# Arbnež
Arbnež (en serbe cyrillique : Арбнеж; en albanais: Arbëneshi) est un village du sud du Monténégro, dans la municipalité de Bar.

## Démographie

### Évolution historique de la population
| 1948 | 1953 | 1961 | 1971 | 1981 | 1991 | 2003 |
| ---- | ---- | ---- | ---- | ---- | ---- | ---- |
| 535  | 556  | 603  | 606  | 650  | 564  | 399  |